# Lịch sử Trung Mỹ

Bản đồ chủ quyền các quốc gia tại Trung Mỹ và Caribbean từ năm 1700 đến nay

Lịch sử Trung Mỹ (bao gồm cả vùng Caribbean) là lịch sử của khu vực Trung Mỹ từ thời tiền sử đến thời hiện đại.

## Tiền Columbus
Trước khi được phát hiện, nơi đây có rất nhiều nền văn minh khác nhau, đặc biệt trong số đó là nền văn minh Maya. Người Maya rất thành thạo toán học, vật lý học và thiên văn học. Họ có nhiều công trình lớn, người Maya đã biến mất từ thế kỷ 10. Trong khi đó, người Aztec đã tạo ra một đế chế rộng lớn. Hầu hết các nền văn minh nằm tại Costa Rica và Panama đều nói ngôn ngữ Chibchan.

## Tây Ban Nha tại Trung Mỹ
Tây Ban Nha đã đến Trung Mỹ từ thế kỷ 16. Tây Ban Nha luôn tranh giành thuộc địa với Anh và họ chiếm phần lớn lãnh thổ tại Trung Mỹ. Nhưng sau đó các thuộc địa của Tây Ban Nha đã độc lập. Đa số dân số tại Trung Mỹ là người gốc Tây Ban Nha.

## Các thuộc địa độc lập
Năm 1811, phong trào độc lập đã nổ ra tại El Salvador. Các cuộc nổi dậy làm bất ổn chính trị tại Tây Ban Nha, dẫn tới Hiến pháp Tây Ban Nha 1812. Năm 1821, một hiệp ước tại Guatemala City về sự độc lập của các thuộc địa Trung Mỹ, có hiệu lực từ 15 tháng 9 năm 1822 và ngày 15 tháng 9 trở thành ngày quốc khánh của nhiều nước Trung Mỹ.
Khi México thành lập từ Tây Ban Nha vào năm 1823, México đã công nhận tình trạng độc lập của các thuộc địa Trung Mỹ. Ngày 1 tháng 7 năm 1823, Đại hội Trung Mỹ 1823 đã tuyên bố Trung Mỹ được độc lập hoàn toàn từ Tây Ban Nha và México.

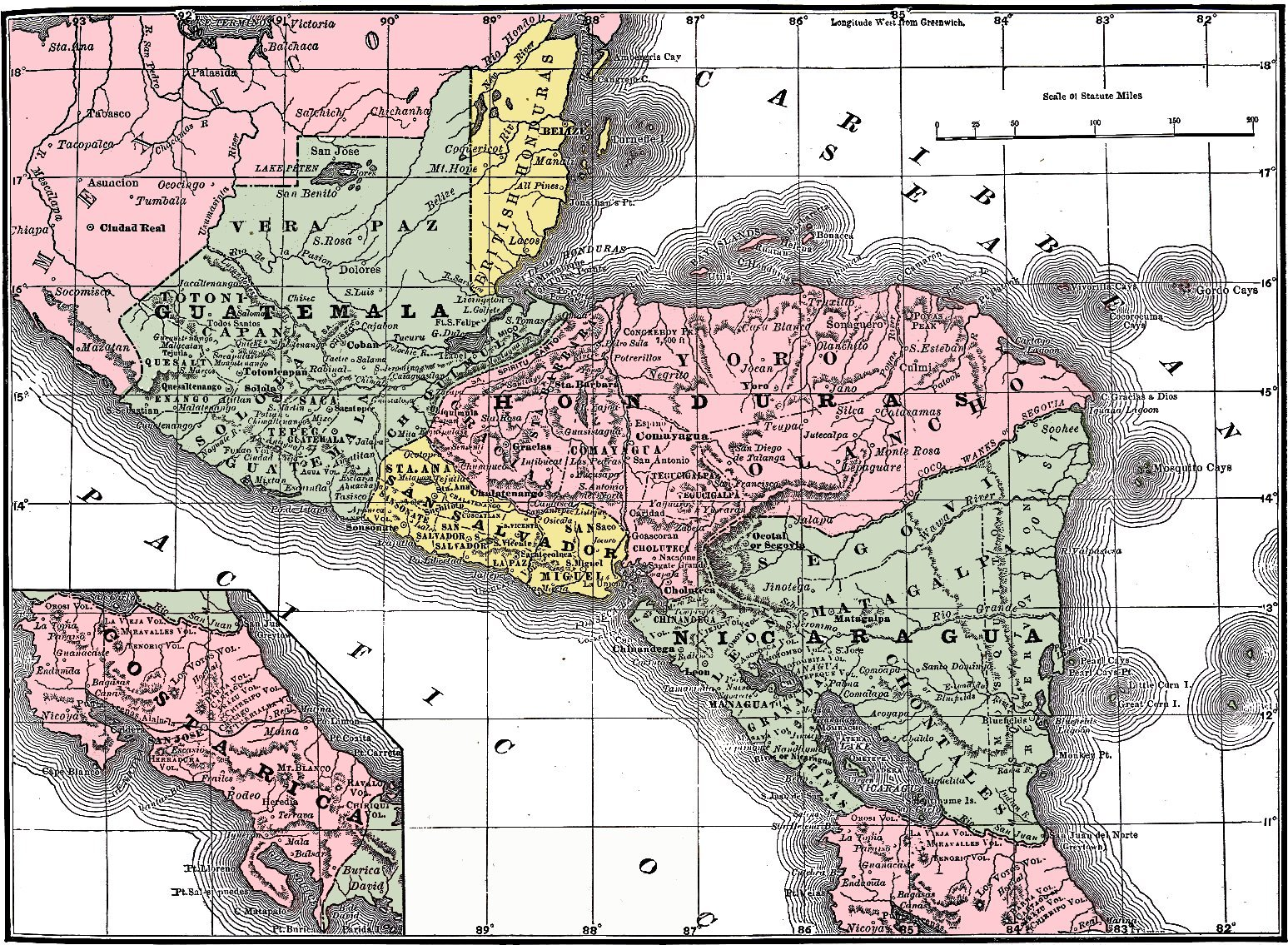
Bản đồ Trung Mỹ năm 1892

### Cộng hòa Liên bang Trung Mỹ

Quốc huy của Cộng hòa Liên bang Trung Mỹ

Năm 1823, một quốc gia nằm ở Trung Mỹ được thành lập. Quốc gia này có hành chính rất giống với Hoa Kỳ. Nó có tên theo hiến pháp năm 1824 là "Cộng hòa Liên bang Trung Mỹ". Nó còn được gọi "The United States of Central America" ("Liên bang Trung Mỹ") trong tiếng Anh. Cộng hoà Liên bang Trung Mỹ chiếm một vùng diện tích lớn tại Trung Mỹ, bao gồm một phần của Guatemala, El Salvador, Honduras, Nicaragua và Costa Rica.
Cộng hoà Liên bang Trung Mỹ hướng tới một quốc gia dân chủ toàn diện và phát triển thương mại. Quốc kỳ của Cộng hoà Liên bang Trung Mỹ được thiết kế có một dải màu trắng nằm giữa hai dải màu xanh, tượng trưng một quốc gia nằm giữa hai đại dương là Thái Bình Dương và Đại Tây Dương.
Quốc gia này tan rã sau cuộc nội chiến từ năm 1838 đến năm 1840 với việc Nicaragua tách khỏi Cộng hoà Liên bang Trung Mỹ vào ngày 5 tháng 11 năm 1838.

## Thế kỷ 20
Nghị viện Trung Mỹ được thành lập vào năm 1991 bởi Nicaragua, Guatemala, El Salvador và Honduras (ngoại trừ Panama, Costa Rica, Belize và Cộng hòa Dominica) vì sự phát triển của Trung Mỹ.
Một sáng kiến đã mở biên giới giữa Nicaragua và Guatemala mà một người không cần hộ chiếu mà chỉ cần một mã số quốc gia (cédula de ldentidad) là đủ điều kiện vượt qua biên giới. Sáng kiến này được Tổ chức Di cư Quốc tế (IOM) cho phép. Sáng kiến này có hiệu lực từ năm 2007.

## Lịch sử theo từng quốc gia
- Lịch sử Belize
- Lịch sử Guatemala
- Lịch sử El Salvador
- Lịch sử Honduras
- Lịch sử Nicaragua
- Lịch sử Costa Rica
- Lịch sử Panama